# Salome I
Salome I, född 65 f.Kr, död 10 e.Kr., var regerande romersk klientdrottning över toparkin Iamnia, Azotus och Phasaelis mellan 4 f.Kr. och 10 e.Kr.
Hon var dotter till Antipater I och Cypros och syster till Herodes den store, romersk klientkung i Judea 36 f.Kr.–1 e.Kr. Hon var gift med Costobarus, som var hennes brors guvernör i Idumeen. Hon var mormor till Herodias och Agrippa I. Hon tog 25 f.Kr ut skilsmässa från sin make trots att det var emot judisk lag för en kvinna att skilja sig på eget initiativ, men hon kunde göra det med sin brors stöd.
När hennes bror avled år 4 f.Kr. upplöstes hans kungarike, men medlemmar i hans familj utsågs i sin tur till romerska klientregenter över olika delar av det förra kungariket. Salome fick med romerskt tillstånd tre områden indelad i en toparki: hon blev nominellt regerande drottning över denna toparki, en inkomst och ett kungligt residens i Askalon. Hennes ställning var nominell och hon regerade underställd den romerska prefekten i Judea. Efter hennes död tilldelades toparkin kejsarinnan Livia.